# Appelreactie
De appelreactie is een organische reactie waarbij een alcohol wordt omgezet in een alkylchloride, met behulp van trifenylfosfine en koolstoftetrachloride:
De reactie is vernoemd naar de Duitse scheikundige Rolf Appel (1921-2012). Het is een milde methode om te halogeneren. Het werkt succesvol bij primaire, secundaire en de meeste tertiaire alcoholen. Het gebruik van koolstoftetrabromide of dibroom als halogenide-bron levert overeenkomstige alkylbromiden op, terwijl methyljodide of di-jood alkyljodiden opleveren. Fluor is te reactief om te gebruiken.

## Reactiemechanisme
De eerste stap in de appelreactie is de vorming van een fosfoniumzout (2). Hierbij wordt een chloride overgedragen op het fosforatoom uit trifenylfosfine. De deprotonering van het alcohol door het reactieve tertiair carbanion leidt tot de vorming van chloroform (3) en tot een alkoxide (4). Vervolgens grijpt er een nucleofiele substitutie plaats, waarbij het intermediair 5 ontstaat. Het ontstane vrije chloride-ion zal met primaire en secundaire alcoholen reageren via een SN2-reactie tot het gewenste alkylchloride (6) en trifenylfosfineoxide (7). Wanneer tertiaire alcoholen worden gebruikt, zal dit via een SN1-reactie verlopen.
De grote drijfkracht achter de reactie is de vorming van het vaste trifenylfosfineoxide aan het einde. Dit kan eenvoudig van het reactiemengsel gescheiden worden, waardoor het evenwicht naar rechts verschuift en de opbrengst quasi-kwantitatief is.